# Stupid Girls
"Stupid Girls" är en sång av den amerikanska artisten Pink. Låten släpptes som den första singeln från albumet I'm Not Dead (2006). Texten skrevs av Billy Mann, Niklas Olovson och Robin Mortensen Lynch och producerades av Billy Mann och MachoPsycho. Totalt har singeln sålts i över fyra miljoner exemplar. B-sidan var Heartbreaker.

## Mottagande
"Stupid Girls" nominerades i kategorin bästa kvinnliga sångframträdande i kategorin pop (Best Female Pop Vocal Performance) vid Grammygalan 2007.

## Musikvideo
Singelns musikvideo regisserades av Dave Meyers och premiärvisades på MTV den 26 januari 2006.

## Certifiering av singeln
| Land             | Certification | Antal sålda ex |
| ---------------- | ------------- | -------------- |
| I världen totalt | 2x Platinum   | 4,300,000      |